# Emanuel Brunswick
Emanuel Brunswick (* zwischen 1830 und 1840 in Bremgarten, Schweiz; † 15. Dezember 1892 in Chicago, USA) war ein US-amerikanischer Unternehmer jüdisch-schweizerischer Herkunft und Halbbruder des Brunswick-Corporation-Gründers, John Moses Brunswick.

## Leben

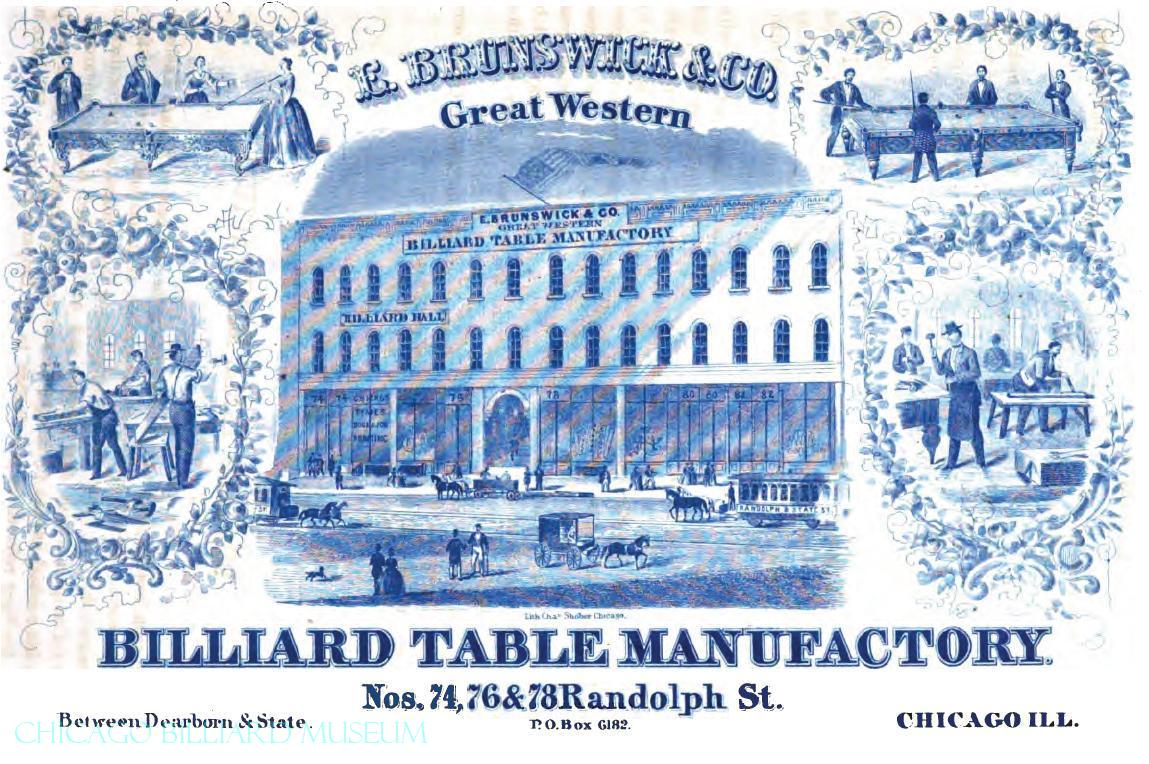
Anzeige von Emanuel Brunswick & Co.

Da John Brunswicks Mutter kurz nach dessen Geburt bereits verstarb (1819), heiratete der Vater erneut. Aus dieser Ehe stammen mindestens eine Tochter und mehrere Söhne, darunter Joseph, Emanuel, David, Hyman und Solomon. John emigrierte 1835 in die USA, seine Halbgeschwister folgten ihm später alle. Als David und der junge Emanuel in den USA ankamen, arbeiteten sie zunächst in Johns 1845 gegründeter Billardmanufaktur „J. M. Brunswick Manufacturing“ in Cincinnati, Ohio. Aber bald war John bereit, seine Firma zu erweitern, so dass er seine Brüder 1848 nach Chicago, Illinois schickte, um dort mit der Eröffnung eines neuen Verkaufsbüros zu beginnen.
Joseph, der älteste von Johns Stiefbrüdern war sehr ehrgeizig und so wollte er nicht nur ein Angestellter Johns sein. Nach Gesprächen mit seinem Bruder wurde die Firma 1855 zunächst in „J.M. Brunswick & Bro“ umbenannt, nach dem Eintritt Emanuels 1866 dann in „J.M. Brunswick & Bros.“.
Es lief gut für viele Jahre, bis etwa 1859. Dann, scheinbar ohne Vorwarnung, entschied sich Emanuel "solo" zu gehen und seine „eigene Sache zu tun“. Zufälligerweise war das auch das Jahr, in dem Emanuel seine Frau Louisa heiratete.
Emanuel ging "all in". Er tat sich mit John Monroe und dessen Brüdern aus Aurora (Illinois) zusammen, baute seine eigene Produktionsstätte in Chicago und optimistisch nannten sie sie:
„Emanuel Brunswick & Co –
Great Western Billiard Table Manufactury“.
Es war fast, als ob Emanuel versuchen würde John auszustechen und nach Billard-Magazine Schriftsteller AL Hardy Aussage:
… legte das neue Unternehmen Emanuels die Grundlage für eine "Rivalität, die sich ein Dutzend Jahre oder länger hinzog, zu bittersten Kontroversen führte, und was Chicagos Billardkreise in dieser Art noch nicht gesehen habe … "
Ob die Namensgleichheit seiner Frau mit Johns Frau etwas damit zu tun hatte, ist nicht geklärt.
Es ist unklar, ob John und Emanuel Querelen hatten oder ob der Bedarf an Billardtischen zu diesem Zeitpunkt so hoch war, dass John ihn allein nicht erfüllen konnte. Die einzigen zuverlässigen Informationen die jemals zu diesem Thema gefunden wurden, deuten auf Letzteres hin. Auf der anderen Seite scheinen jedoch die Steuerunterlagen zu dem Zeitpunkt der Theorie einer "überwältigenden" Nachfrage zu widersprechen.

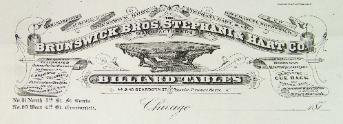
Logo von „Brunswick Bros. Stephani & Hart Co.“

Ein paar Jahre später (1873–1874) ging John eine Fusion mit seinem ehemaligen Ohio Konkurrenten Julius Balke ein und schuf die „J.M. Brunswick & Balke Co.“. Emanuel, wie ein Kopist, tat es ihm in gleicher Weise nach und verbündete sich mit einem seiner stärksten lokalen Wettbewerber „Stephanie, Monheimer & Hart“. Ihr neues Konglomerat nannten sie: „Brunswick Brother Stephanie & Hart Co.“.

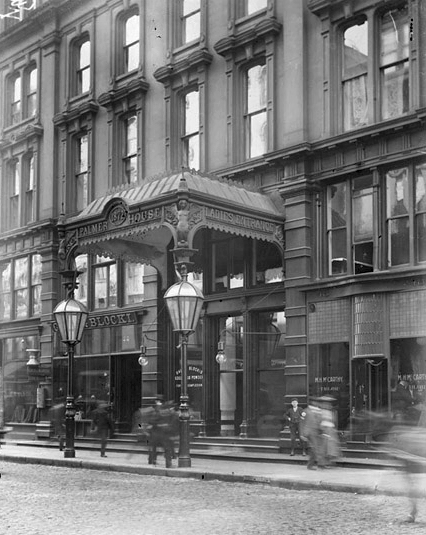
Hotel „The Palmer House“

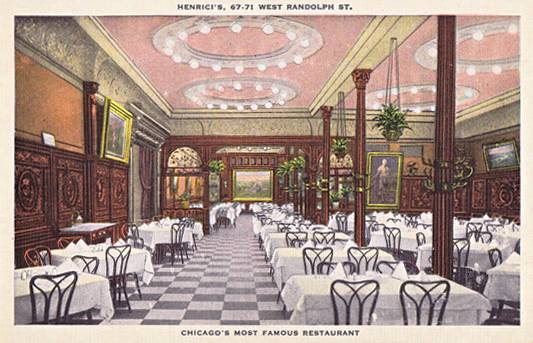
„Henrici's“-Restaurant auf der Randolph Street in Chicago

Johns Unternehmen ging es gut, ob er Hilfe seiner Brüder hatte oder nicht, es war Emanuel, der Probleme mit der wirtschaftlichen Stabilität zu haben schien. Vielleicht wegen der absackenden Gewinne oder vielleicht wegen der Suche nach neuen Absatzgebieten. Etwa 1879 gab Emanuel die Kontrolle über das Unternehmen an seinen Bruder Joseph und seine Söhne Charles und Benjamin ab und er zog mit seiner Frau nach San Francisco. Das Seltsame ist, dass als Emanuel nach Kalifornien zog, er im Francisco-Verzeichnis als Handelsvertreter für Johns Unternehmen „J.M. Brunswick & Balke Co.“ erschien. Anscheinend waren die Streitigkeiten zwischen ihm und John nicht so schlimm.
Emanuel arbeitete für seinen Stiefbruder bis ca. 1884 an der Westküste. Er änderte seine Pläne erneut, distanzierte sich von Johns Unternehmen und eröffnete sein eigenes Werk in der Innenstadt von San Francisco. Aber wie es der Zufall wollte, Pech in diesem Fall, der große Brand von Chicago 1871 verbrannt alles davon bis auf die Grundmauern. Die Verluste waren groß und die Brunswick 3er-Partnerschaft der Brüder ging offiziell in Rauch auf. Sowohl John als auch Emanuel begannen unabhängig voneinander mit dem Wiederaufbau und schlugen damit ein neues Kapitel in der Brunswick-Geschichte auf. John nutzte die Tatsache, dass seine Ohio-Anlage war noch intakt war und weiter Waren zu produzieren, so schnell wie nur irgend möglich war. Emanuel rekrutierte seine Brüder (aber nicht John?). Er war jedoch gezwungen, seine Firma komplett neu aufzubauen.
Die Geschäfte liefen in San Francisco nicht gut für Emanuel, auch nach dem Umzug in seine Firma, praktisch direkt über die Straße von „Brunswick Balke Collender & Co.“. So nahm er seine Chancen auf eine Reise nach Mittelamerika wahr, auf der Suche nach einer Möglichkeit das Ruder herumzureißen. Aber auch das schien in seiner Situation nicht zu helfen – nach einem Zeitungsbericht, ging er fast pleite während dieses Prozesses.
Ein Jahr später, Anfang Dezember 1892 unternahm Emanuel eine Reise nach Chicago. Mit dem Kommen der Weltausstellung in Chicago im Jahr darauf wollte er sich eine Art Zweigstelle während der Veranstaltung sichern. Moses Bensinger, damals Präsident von „Brunswick Balke Collender & Co.“ und Johns Schwiegersohn, sagte später in einem Zeitungsbericht, dass Emanuel in die Stadt kam, um (wieder einmal) eine Position zwischen ihm und „Brunswick Balke Collender & Co.“ zu suchen. Emanuel reiste mit einem Geschäftspartner und sie buchten ein Zimmer in einem der luxuriösesten und bekanntesten Hotels in Chicago, „The Palmer House“.
Am Donnerstag, den 15. Dezember auf etwa 20 Uhr, hatte Emanuel ein Treffen im Hotel mit seinem Partner und Reisegefährten, J.E. McDonald. Dann, kurz vor 21 Uhr, verließ er zu Fuß das Hotel nach Norden laufend bis zur State Street  auf dem Weg zur Randolph Street, für ein Abendessen im Restaurant des legendären „Henrici“. Dort kam er jedoch nie an.

## Unfalltod

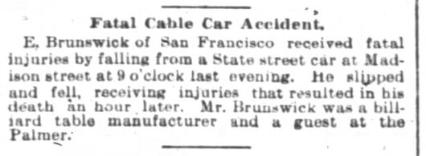
Unfallanzeige der Chicago Tribune vom 16. Dezember 1892

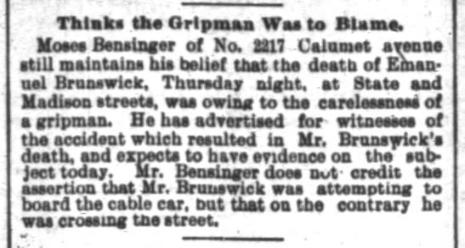
Unfallanzeige der Chicago Tribune vom 19. Dezember 1892

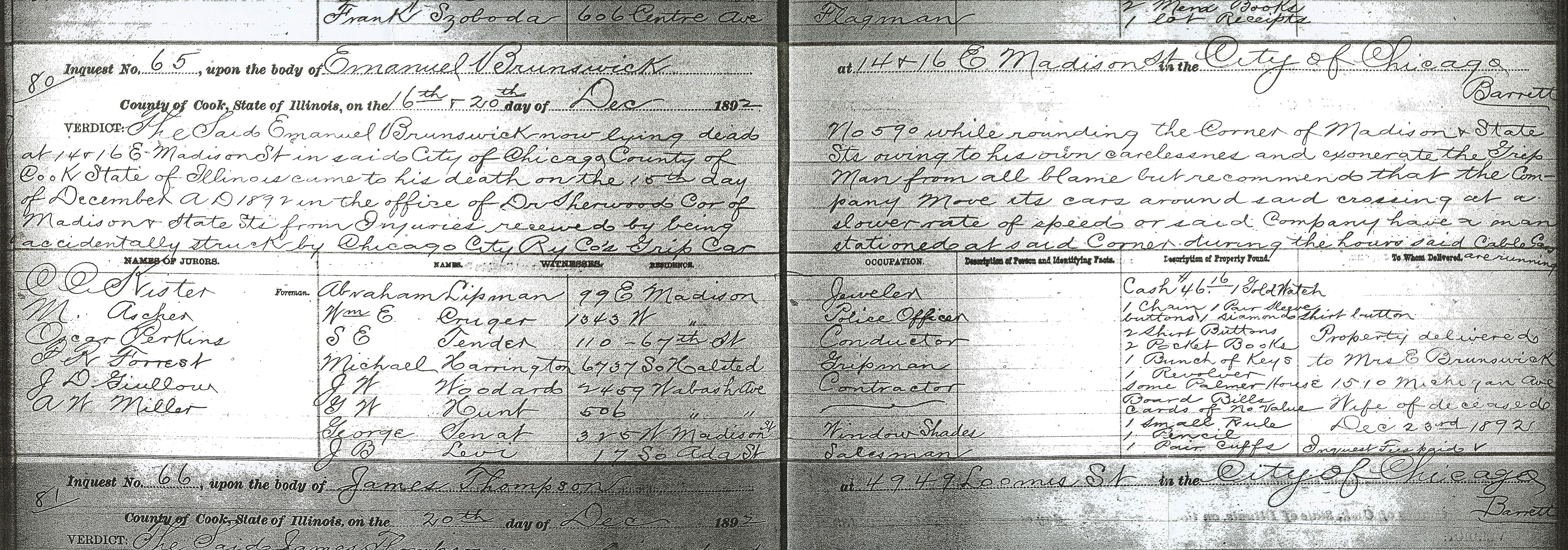
Bericht des Gerichtsmediziners vom 16. Dezember 1892

Auf dem Weg zu seinem Abendessen im „Henrici“ schaffte es nur bis zur Madison Street  wo er vom Bürgersteig auf die Straße trat um die Kreuzung zu überqueren als ihn die um die Ecke einbiegende Cable Car erfasste. Offenbar war schaute er in die andere Richtung und sah die Cable Car nicht, bis es zu spät war. Ein Zeuge erinnerte sich daran, dass Emanuel die Arme ausstreckte, um für die Auswirkungen des Aufpralls zu mindern, aber es half nicht viel. Die Wucht des Aufpralls brach ihm die Rippen und schlug ihn zu Boden. Er verfing sich am Wagen und wurde bis ums Eck mitgeschleift, bevor dieser dort zum Stehen kam. Emanuel starb ca. 1 Stunde später (22.00 Uhr) in einer Arztpraxis in Unfallnähe. Eine der gebrochenen Rippen hatte sein Herz durchbohrt.
Im Bericht des Gerichtsmediziners wurden folgende persönliche Gegenstände des Verstorbenen festgehalten:
- Bargeld – 46,16 US$
- 1 goldene Uhr und Kette
- 1 Paar Manschettenknöpfe
- 1 Diamant-Hemdknopf
- 2 Hemdknöpfe
- 2 Taschenbücher
- 1 Schlüsselbund
- 1 Revolver
- einige „Palmer House“-Rechnungen
- Karten ohne Wert
- 1 kleines Regel [Herrscher]
- 1 Bleistift
- 1 Paar Handschellen

Das Eigentum wurde seiner Frau am 23. Dezember 1892 ausgehändigt.

### Beerdigung
Emanuels Beerdigung fand am Mittag des 21. Dezember 1892 im Hause seiner Familie in der Michigan Avenue, Chicago statt. Er wurde auf dem jüdischen Mount Mayriv Friedhof in Chicago beigesetzt, ohne jemals nach Kalifornien zurückgekehrt zu sein. Sein Grabstein zeigt westwärts, der seiner Frau Louise († 1920er) nordwärts. Beide Steine sind aus Sandstein gefertigt und stark verwittert, so dass sich die Lebensdaten nicht mehr komplett lesen lassen.